# Unió Deportiva Montbau
La Unió Deportiva Montbau és un club de futbol del barri de Montbau de Barcelona. Fou fundat l'any 1961 i el 1968 es federà a la Federació Catalana de Futbol. La màxima categoria assolida és la primera territorial.
El primer president va ser Tirso Suárez. Van començar amb partits amistosos i es va integrar a l'Obra Sindical de Educación y Descanso, de la qual van ser els campions el 1966. El 1976 comptava amb 230 socis i llogaven el camp de futbol dels Salesians d'Horta. Actualment competeix a la lliga de tercera catalana, i s'entrena a les instal·lacions del Recinte Mundet, gestionades per l'Escola de futbol TARR.